# Basilique de San Felipe Neri
 (juillet 2022).
Si vous disposez d'ouvrages ou d'articles de référence ou si vous connaissez des sites web de qualité traitant du thème abordé ici, merci de compléter l'article en donnant les références utiles à sa vérifiabilité et en les liant à la section « Notes et références ».
La basilique de San Felipe Neri est un bâtiment catholique de la ville de Guadalajara, située dans le centre de l'État de Jalisco, au Mexique. Sa construction a été entamée en 1752 et terminée en 1802. Le bâtiment répond à une commande pour un édifice religieux de style baroque par Pedro José Cyprès, maître d'œuvre du projet. La basilique est cataloguée comme monument historique par l'Institut National d'Anthropologie et Histoire (INAH) pour sa préservation. Il lui a été conféré le statut de Basilique mineure  le 21 avril 1804.

## Architecture
La basilique présente un plan en forme de croix latine. Elle comporte un atrium grillagé devant, une coupole au-dessus du tambour, une chapelle attenante et une sacristie derrière l'abside . Sa magnifique façade de style plateresque, qui ressemble à un grand retable, présente divers éléments tels que des armoiries, des moulures, des décorations et des images des saints Philippe Neri et François d'Assise . Ses pilastres sont décorés sur un tiers de leurs fûts, et ses piédestaux présentent des éléments de panneaux. Son frontispice comporte une corniche mixtiligne avec l'image de la Vierge debout sur un piédestal de pierres de carrière rose protégée par des archanges. Son clocher ostentatoire possède une riche iconographie. L'intérieur du temple est de style néoclassique et compte 14 peintures à l'huile de Miguel Cabrera.